# Мериме, Жан-Франсуа-Леонор
Жан-Франсуа-Леонор Мериме (фр. Jean-François-Léonor Mérimée; 16 сентября 1757, Бройе, Эр, Верхняя Нормандия — 26 сентября 1836, Париж) — французский художник и знаток искусства, отец писателя Проспера Мериме.
Леонор Мериме увлекался литературой, историей живописи, археологией, лингвистикой и химией. Он был непременным секретарём парижской Школы изящных искусств, занимался изобретением новых, особенно прочных составов масляных красок, новых способов производства бумаги. В 1830 году издал свою книгу «О живописи маслом».
Его жена Анна-Луиза Моро также была художницей.